# Tamariskengewächse
Die Tamariskengewächse (Tamaricaceae) sind eine Pflanzenfamilie in der Ordnung der Nelkenartigen (Caryophyllales) innerhalb der Bedecktsamigen Pflanzen. Die fünf Gattungen mit 90 bis 120 Arten gedeihen in Trockengebieten (Küsten, Wüsten und Steppen) in Europa, Asien und Afrika. Einige Arten sind in ariden Gebieten der Welt, beispielsweise USA, Mexiko, Argentinien und Australien Neophyten. Wenige Arten werden als Zierpflanzen genutzt.

## Beschreibung

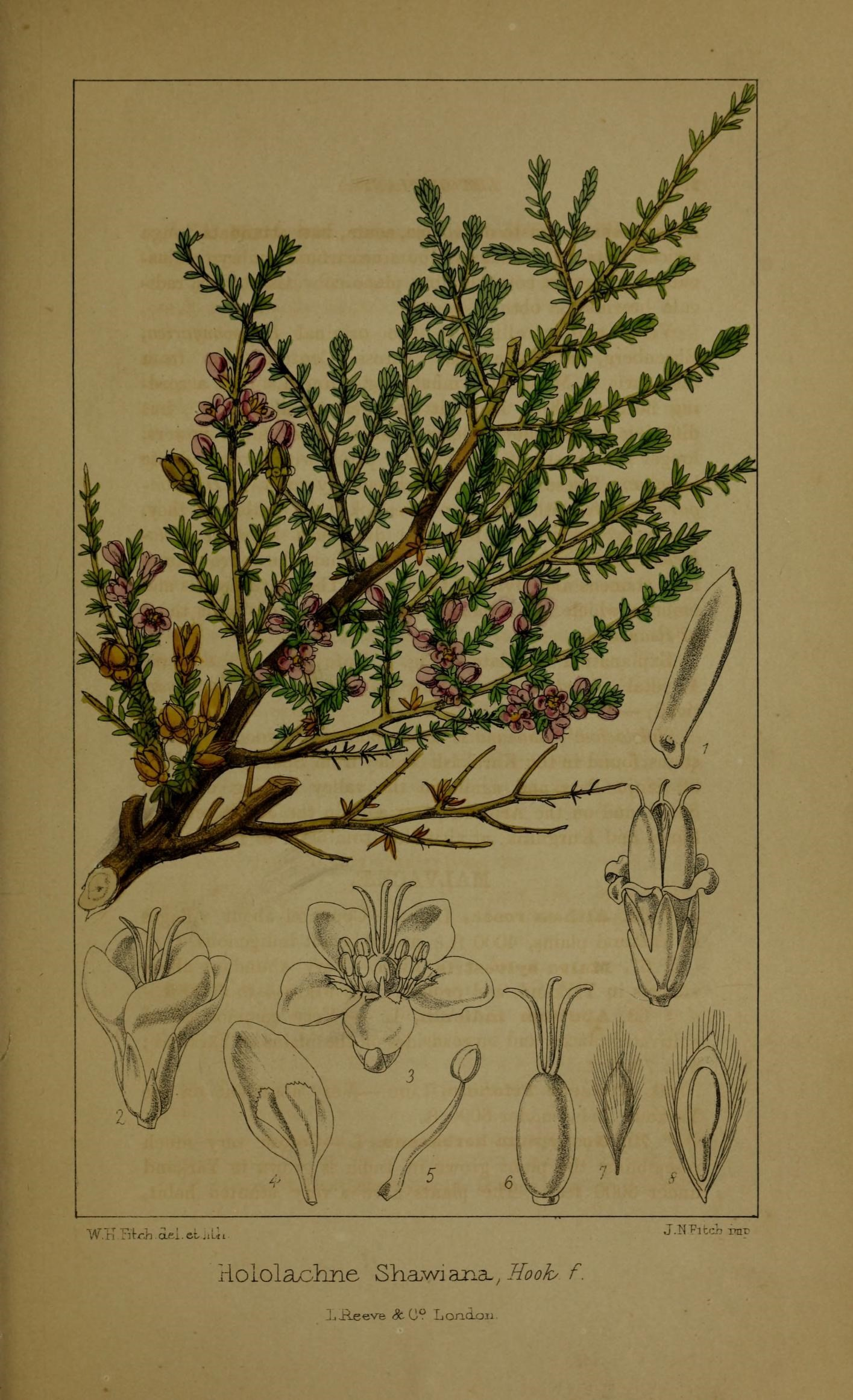
Illustration von Hololachna shawiana

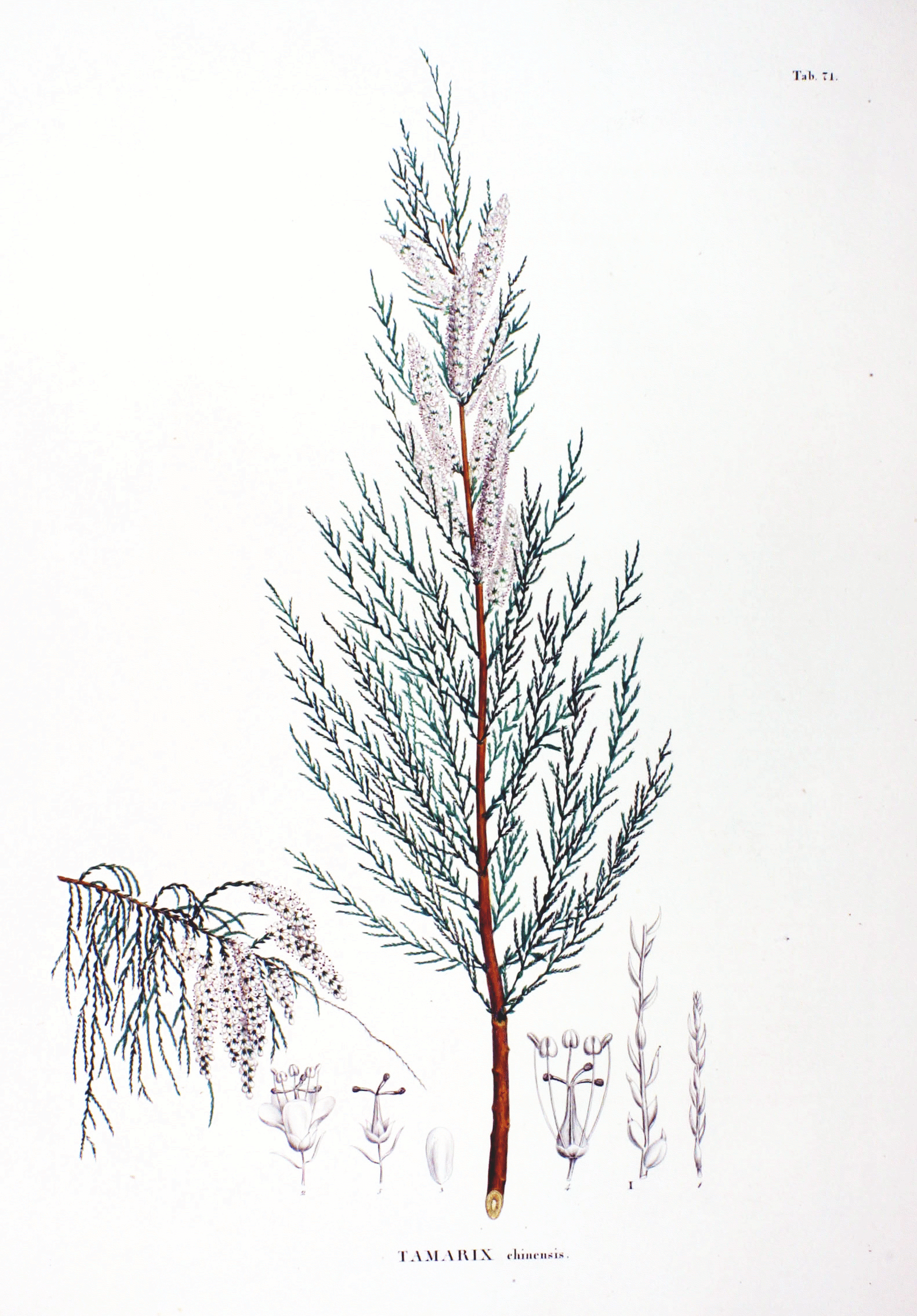
Illustration von Tamarix chinensis

### Erscheinungsbild und Laubblätter
Sie wachsen als immergrüne, selten krautige Pflanzen oder Halbsträucher, meist als Sträucher oder kleine Bäume. Wenn es sogenannte Rutensträucher sind dann übernehmen die Sprossachsen die Aufgabe der Photosynthese. Sie sind manchmal Halophyten und meist Xerophyten.
Ihre Laubblätter sind wechselständig und spiralig angeordnet. Die meist kleinen, schuppenförmigen (erikoiden) oder kleinen, einfachen Laubblätter sind ungestielt und fleischig oder häutig. Manchmal ist eine stängelumfassende Blattscheide vorhanden. Der Blattrand ist glatt. Auf den Blättern sind Salzdrüsen vorhanden. Ihre Blätter besitzen häufig mehrzellige Drüsen, mit denen sie Salz ausscheiden können. Es sind keine Nebenblätter vorhanden. Die Stomata sind meist anomocytisch oder selten paracytisch.

### Blütenstände und Blüten
Die Blüten stehen einzeln (Hololachne, Reaumuria) oder in traubigen, ährigen oder rispigen Blütenständen ohne Hochblättern zusammen. Die Blüten sind meist zwittrig oder selten eingeschlechtig. Wenn die Blüten eingeschlechtig sind dann sind die Arten zweihäusig getrenntgeschlechtig (diözisch).
Die radiärsymmetrischen Blüten sind meist vier- bis fünf- oder selten sechszählig mit doppelter Blütenhülle (Perianth). Die Kelchblätter sind höchstens an ihrer Basis verwachsen. Die höchstens an ihrer Basis verwachsenen Kronblätter sind meist weiß bis rosafarben. Es sind ein oder zwei Kreise mit je drei oder vier Staubblättern vorhanden oder manchmal sind es 15 bis 100 Staubblätter. Alle Staubblätter sind fertil. Die Staubfäden sind nicht mit den Kronblättern verwachsen und untereinander frei oder an ihrer Basis zu Bündeln verwachsen. Die zweizelligen Pollenkörner besitzen meist drei, seltener zwei oder vier Aperturen und sind colpat; die Pollenoberfläche ist glatt. Meist drei oder vier (selten zwei oder fünf) Fruchtblätter sind zu einem oberständigen, einkammerigen Fruchtknoten verwachsen. Der Fruchtknoten enthält in parietaler bis basaler Plazentation vier bis hundert anatrope, bitegmische, schwach crassinucellate Samenanlagen. Bei Myricaria ist kein Griffel vorhanden; bei den anderen Taxa sind meist drei bis vier (zwei bis fünf) freie oder teilweise verwachsene, lange Griffel vorhanden.

### Früchte und Samen
Die lokuliziden Kapselfrüchte öffnen sich mit meist drei bis fünf Klappen von der Spitze in Richtung Basis und enthalten meist viele Samen. Die Samen sind lang behaart oder besitzen einen Schweif aus langen Haaren, enthalten spärlich stärkehaltiges Endosperm und einen gut ausgebildeten, geraden Embryo.

### Inhaltsstoffe und Chromosomensätze
Es kann Cyanidin, Ellagsäure und an Flavonolen Quercetin oder/und Kaempferol oder Tamarixin vorhanden sein.
Die Chromosomengrundzahl beträgt meist x = 12 (selten 11).

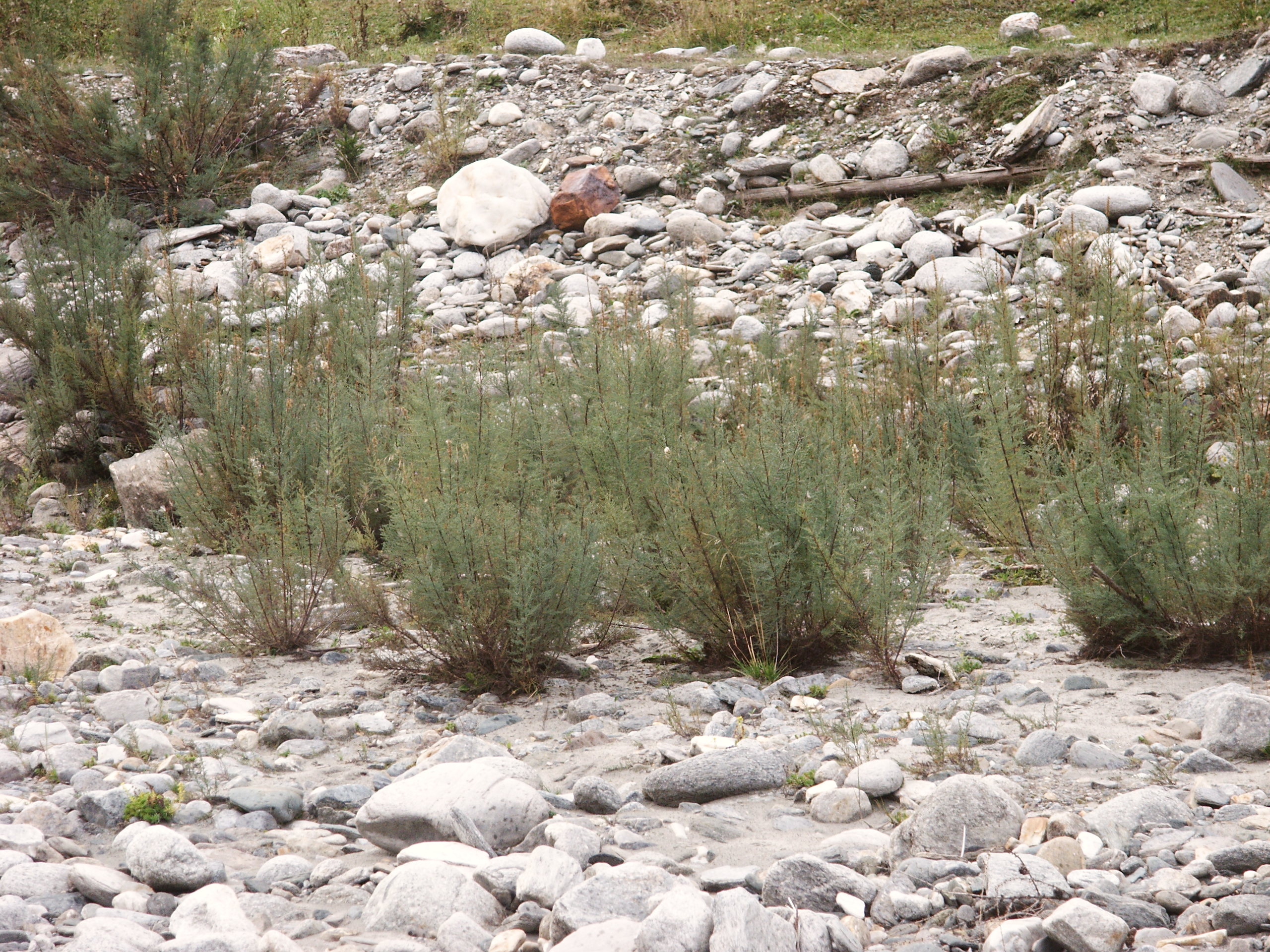
Rispelstrauch oder Deutsche Ufertamariske (Myricaria germanica) im Habitat

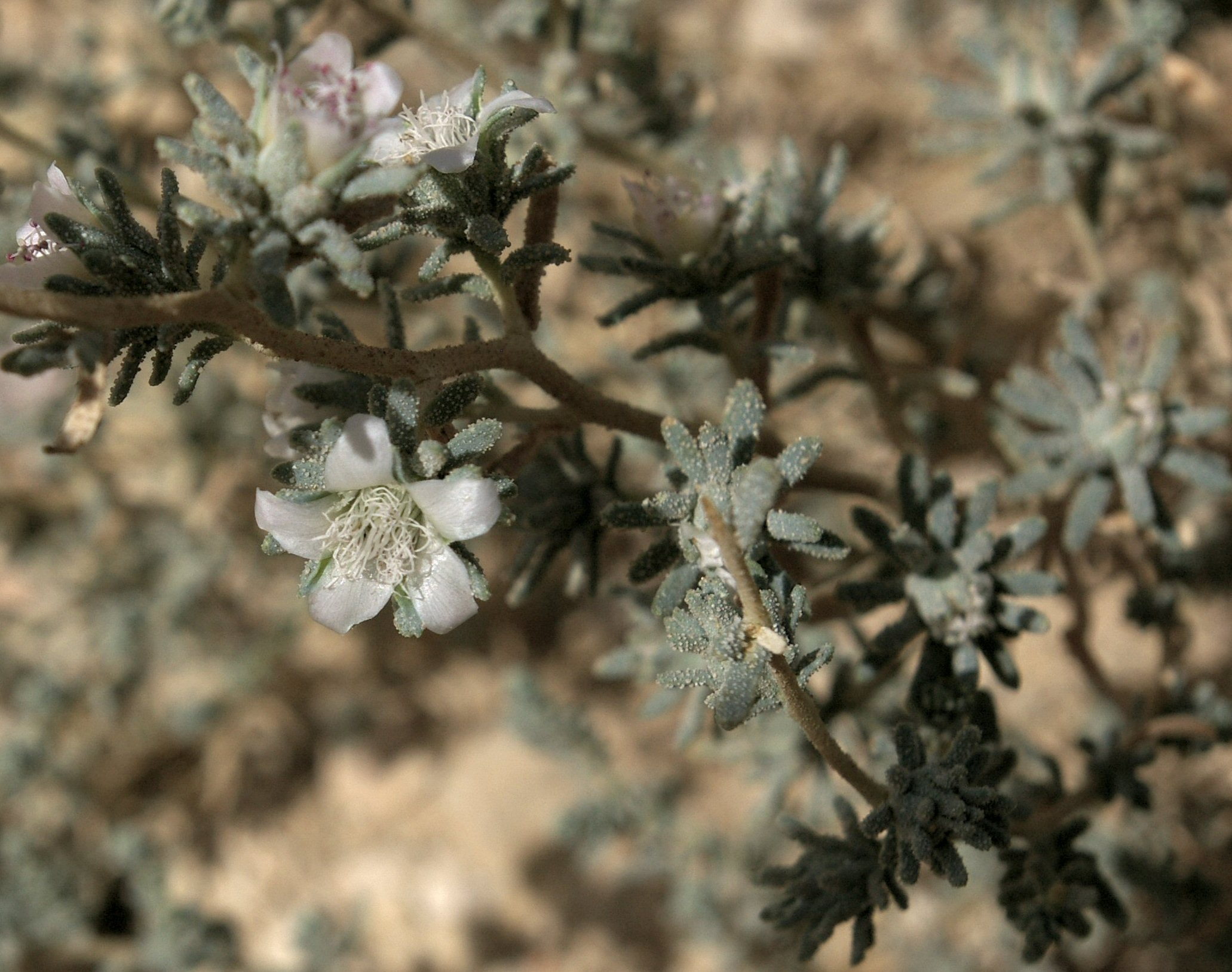
Reaumuria hirtella mit weißen Blüten und Salzkristallen auf den Laubblättern

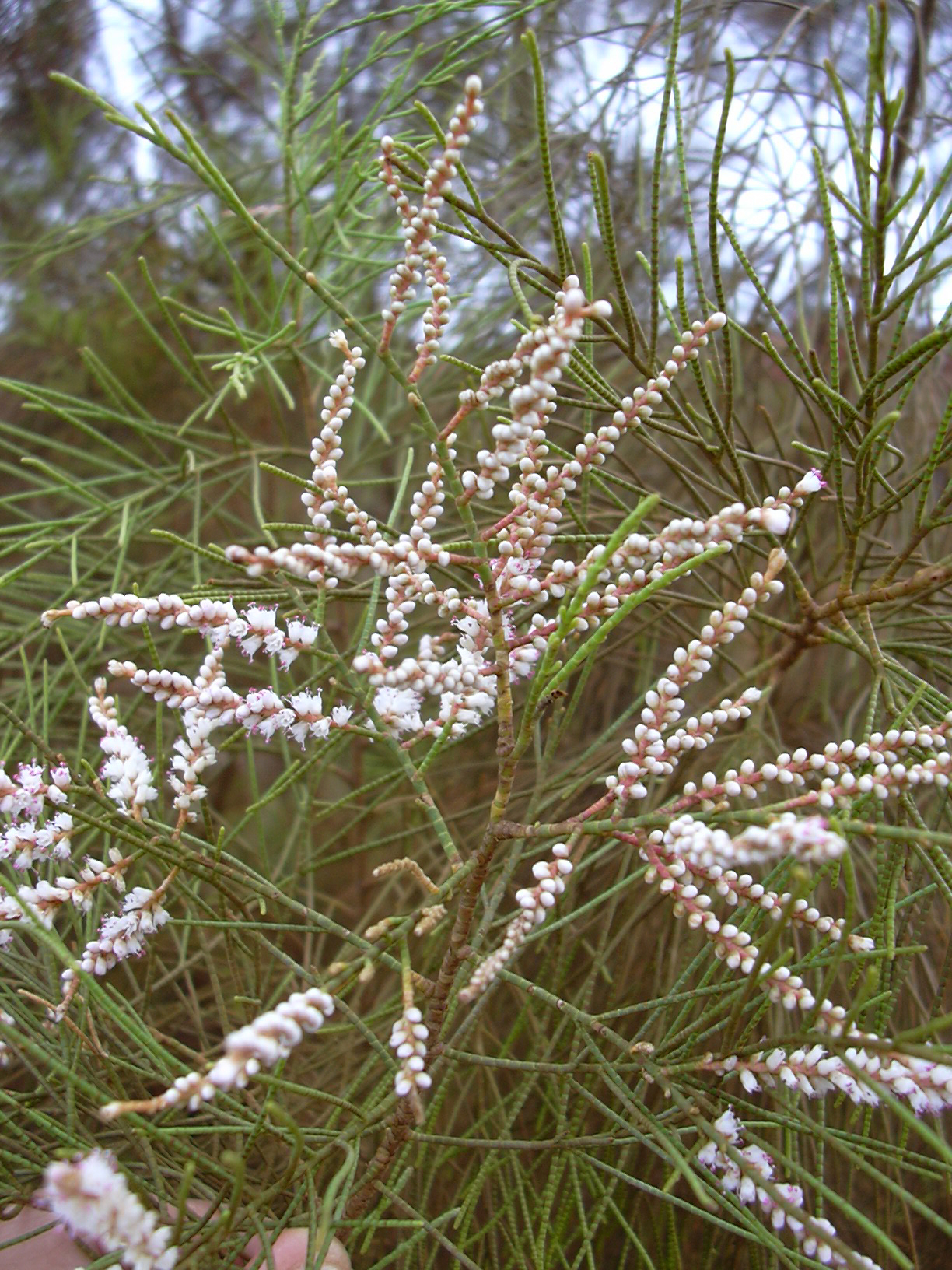
Ein Rutenstrauch ist die Blattlose Tamariske (Tamarix aphylla)

## Systematik
Innerhalb der Ordnung der Caryophyllales sind die Tamaricaceae am nächsten mit den Frankeniaceae verwandt. Früher wurden beide Familien zur Ordnung der Violales Lindl. gestellt. Die Frankeniaceae mit Tamaricaceae und Plumbaginaceae mit Polygonaceae bilden jeweils Schwestergruppen und diese beiden Schwestergruppen zusammen bilden eine Klade.
Die Erstveröffentlichung des Familiennamens Tamaricaceae erfolgte 1821 durch Heinrich Friedrich Link in Enumeratio Plantarum Horti Regii Berolinensis Altera, 1, S. 291. Oft wird als Erstveröffentlichung auch die von Friedrich Graf von Berchtold & Jan Swatopluk Presl oder von Augustin François César Prouvençal de Saint-Hilaire als Tamariscinae genannt. Ein Synonym für Tamaricaceae Link ist Reaumuriaceae Ehrenberg ex Lindl. Typusgattung ist Tamarix L.
Die Arten der Gattung Myrtama werden manchmal entweder in Myricaria oder Tamarix, und die von Hololachna in Reaumuria eingegliedert.
In der Familie gibt es fünf Gattungen mit 90 bis 120 Arten:
- Hololachna Ehrenb.: Die nur zwei Arten sind in Zentralasien verbreitet.[3]
- Rispelsträucher (Myricaria Desv., Syn.: Tamaricaria Qaiser & Ali): Die etwa 13 Arten sind in Eurasien verbreitet, davon kommen zehn in China vor.[4] Das Zentrum der Artenvielfalt ist das Qinghai-Tibet-Plateau und angrenzende Gebiete[5].
- Myrtama Ovcz. & Kinzik.: Sie enthält nur eine Art[6]:
  - Myrtama elegans (Royle) Ovcz. & Kinzik. (Syn.: Myricaria elegans Royle, Tamaricaria elegans (Royle) Qaiser & Ali): Sie kommt in Pakistan, Kaschmir und Tibet bis in Höhenlagen von etwa 6500 Metern vor.
- Reaumuria L. (Syn.: Eichwaldia Ledeb.): Die etwa zwölf Arten sind in Südeuropa, Nordafrika und Asien verbreitet. In China gibt es vier Arten, eine davon nur dort.[4]
- Tamarisken (Tamarix L., Syn.: Trichaurus Arn.): Die 35[3] bis 90 Arten sind in Eurasien und Afrika verbreitet. In China gibt es 18 Arten, sieben davon nur dort.[4]